# Colom bru de Negros
El colom bru de Negros (Phapitreron nigrorum) és una espècie d'ocell de la família dels colúmbids (Columbidae). Habita els boscos de les illes Visayas occidentals, a les Filipines.

És considerada una subespècie de Phapitreron leucotis per diversos autors.